# Red Flag (zespół)
Red Flag – kanadyjski zespół muzyczny założony w 1987 roku przez braci Christophera i Marka Reynolds.
Grupa zadebiutowała w 1988 roku singlem Russian Radio. Początkowo styl grupy przypominał inne grupy - Depeche Mode czy Camouflage, posiadając w sobie elementy italo disco, muzyki nowofalowej czy dokonań Michael Cretu, producenta pierwszych albumów Red Flag. Styl muzyczny grupy ewoluował klimatem z nastrojowej i romantycznej muzyki, w kierunku electro i synth-popu. W swoich tekstach poruszała tematykę miłości, seksualności, odurzenia narkotycznego i okultyzmu.
Popularność zespołowi przyniósł album „The Crypt” wydany w 2000 roku, zawierający 12 kompozycji. Utwory z tej płyty poruszają kwestie relacji międzyludzkich i stanów ducha. „The Crypt” jest początkiem osobistych problemów Marka, który popełnił w 2003 roku samobójstwo. Chris Reynolds po tragicznej śmierci brata znika ze sceny muzycznej, zawieszając bezterminowo działalność projektu Red Flag. Powraca do niego w 2007 r. nową płytą studyjną Born Again. Muzyka Reynoldsa jest bardziej mroczna niż wcześniejsze wydania zespołu. Warstwa tekstowa oscyluje wokół mizantropii i pezymizmu.
Formacja wydała 11 albumów długogrających (koncertowe i płytę z największymi przebojami) i 14 singlii oraz 2 box sety.

## Dyskografia

### Albumy
- Naïve Art (1989)
- The Lighthouse (1994)
- Caveat Emptor (1998)
- The Eagle and Child (2000)
- The Crypt (2000)
- Fear of a Red Planet (2001)
- The Bitter End (2002)
- Codebreaker T133 (2002)
- Born Again (2007)
- Time is the Reaper (2008)
- Remnants (2008)

### Remix
- Naïve Dance (1990)
- EP (1996)
- Naïve Art – Special Edition (2001)
- Who Are the Skulls? (2002)
- RMXDI (2008)
- RMXDII (2009)

### Single
- Broken Heart (1988)
- Russian Radio (1988)
- If I Ever (1989)
- All Roads Lead to You (1989)
- Count to Three (1990)
- Machines (1992)
- Disarray (2000)
- The Game (2000)
- In My Arms Again (2000)
- Goodbye (2000)
- Curtains (2000)
- I See You (2000)
- Black Christmas (2000)
- Prelude To A Disc (Montage Fait Accompli) (2001)
- Fear of a Red Planet (2001)
- I Am the Wind (2001)
- Cause & Consequence (2001)
- On the Highway (2001)
- So Lie with Me (2002)
- Lullaby for a Restless Girl (2002)
- Mathematics of Tears (2002)
- Halo (2008)
- Once Past Twice Future (2008)
- My Door is Open (2008)
- Time is the Reaper (2008)
- Misery Loves Company (2008)
- Unleash All Hell (2009)
- Run (2009)